# Сомонийон
Сомонийон (на таджикски: Сомониён) е град в Таджикистан, административен център на Рудакски район, част от районите на централно подчинение. Населението на града през 2016 година е 23 100 души (по приблизителна оценка).

## Население
| Година | Население |
| ------ | --------- |
| 1989   | 16 623    |
| 2007   | 18 600    |
| 2010   | 20 100    |
| 2016   | 23 100    |